# Taussig (cràter)
Taussig és un cràter d'impacte en el planeta Venus de 25,8 km de diàmetre. Porta el nom d'Helen B. Taussig (1898-1986), pediatra estatunidenca, i el seu nom va ser aprovat per la Unió Astronòmica Internacional el 1994.